# Acentroptera strandi
Acentroptera strandi es un coleóptero de la familia Chrysomelidae.
Fue descrita científicamente por primera vez en 1943 por Uhmann.